# سرنجی آتشین
سرنجی آتشین (نام علمی: Pericrocotus igneus) گونه‌ای از پرندگان خانواده کوکوسنگ‌چشمان (Campephagidae) و محدوده پراکنش آن شامل تایلند، مالزی، اندونزی و فیلیپین است. زیستگاه طبیعی آن جنگل‌های پهن‌برگ، جنگل رشد دوم و ساحلی است. توسط پاکسازی جنگل‌ها تهدید می‌شود و اتحادیه بین‌المللی حفاظت از طبیعت (IUCN) آن را به عنوان نزدیک تهدید ارزیابی کرده است.